# Jean Guéhenno
Jean Guéhenno (Fougères, 25 de março de 1890 — Paris, 22 de setembro de 1978) foi um ensaísta, escritor e crítico literário francês.

## Vida e carreira
Jean Guéhenno, escritor e educador, foi um importante colaborador da NRF. Ele foi editor-chefe da revista literária Europe de 1929 até maio de 1936. Guéhenno escreveu um romance, The Dead Youth, baseado em suas memórias da Primeira Guerra Mundial.
Durante a ocupação nazista da França, Guéhenno se recusou a publicar, acreditando que isso seria uma colaboração. Em vez disso, ele manteve um diário secreto, narrando a violação pelo governo de Vichy dos direitos e valores tradicionais franceses e seus próprios esforços em nome da Resistência. Este foi publicado na França em 1947.
A primeira tradução para o inglês da revista, de David Ball, foi publicada em 2014 sob o título Diary of the Dark Years, 1940–1944.
De acordo com a introdução do tradutor, é "o livro ao qual os leitores franceses recorreram mais prontamente para um relato da vida sob a ocupação alemã". O Wall Street Journal apresentou-o "como a primeira entrada em sua lista dos Cinco Melhores livros sobre a Resistência Francesa". Placa comemorativa em Paris (5.º arrondissement), 35-37 rue Pierre Nicole, onde viveu Jean Guéhenno durante vinte anos, até à sua morte.
Jean Guéhenno foi eleito para a Académie Française em 25 de janeiro de 1962.

## Publicações

### Livros
- 1927 : L’Évangile éternel, Étude sur Michelet (Grasset)
- 1928 : Caliban parle (Grasset)
- 1931 : Conversion à l’humain (Grasset)
- 1931 : Simon Mondzain (Nova revisão francesa)
- 1934 : Journal d'un homme de 40 ans (Grasset)
- 1936 : Jeunesse de la France (Grasset)
- 1939 : Voltaire, Bernard Palissy, Renan (em colaboração) (Gallimard)
- 1939 : Journal d’une “Révolution” 1937-1938 (Grasset)
- 1939 : Hommage à Dabit (en collaboration) (Nova revisão francesa)
- 1944 : Dans la prison (sous le pseudonyme de Cévennes) (Minuit)
- 1945 : L’Université dans la Résistance et dans la France nouvelle (Office français d’édition)
- 1946 : La France dans le monde (La Liberté)
- 1947 : Journal des années noires (1940-1944) (Gallimard)
- 1948 : Jean-Jacques - En marge des “Confessions”. T.I. 1712-1750 (Grasset)
- 1949 : La part de la France (Le Mont-Blanc)
- 1950 : Jean-Jacques - Roman et vérité. T.II. 1750-1758 (Grasset)
- 1952 : Voyages : tournée américaine, tournée africaine (Gallimard)
- 1952 : Jean-Jacques - Grandeur et misère d'un esprit. T.III. 1758-1778 (Gallimard)
- 1954 : Aventures de l’esprit (Gallimard)
- 1954 : La France et les Noirs (Gallimard)
- 1957 : La foi difficile (Grasset)
- 1959 : Sur le chemin des hommes (Grasset)
- 1961 : Changer la vie, Mon enfance et ma jeunesse (Grasset)
- 1962 : Jean-Jacques - Histoire d'une conscience (Gallimard, col. Suas figuras), nova edição dos três volumes de sua biografia de J.-J. Rousseau (o primeiro volume retoma seus volumes I e II de 1948 e 1950, o segundo volume III de 1952).
- 1964 : Ce que je crois (Grasset)
- 1968 : La mort des autres (Grasset)
- 1969 : Caliban et Prospero (Gallimard)
- 1971 : Carnets du vieil écrivain (Grasset)
- 1977 : Dernières lumières, derniers plaisirs (Grasset)

Póstumo
- Entre le passé et l'avenir, Grasset, 1978 (textes réunis par Annie Guéhenno)
- La Jeunesse morte, Éditions Claire Paulhan, 2008 (este romance foi escrito entre dezembro de 1917 e outubro de 1920), (ISBN  978-2-912222-29-9)
- Je vous écris d'Europe, L'OURS, 2019 (crônicas europeias publicadas no Le Figaro entre 1946 e 1977)

### Correspondência
- Correspondance François Mauriac-Jean Guéhenno, 1933-1970, Les Amis de Jean Guéhenno/ Les Amis de François Mauriac, 2018
- Correspondance Jean Grenier-Jean Guéhenno, 1927-1969, La Part commune, 2011
- Jean Guéhenno - Louis Guilloux,Correspondance (1927-1967), "Les Paradoxes d'une amitié", La Part Commune, 2010
- Correspondance Jean Paulhan-Jean Guéhenno, 1926-1968, Gallimard, 2002
- Jean Giono et Jean Guéhenno, Correspondance (1928-1969), Seghers, 1991
- L'Indépendance de l'esprit, correspondance entre Jean Guéhenno et Romain Rolland, 1919-1944, préf. André Malraux, Albin Michel, 1975
- Paul Langevin et Jean Guéhenno, Fonds Jean Guéhenno, Correspondance, Correspondance de Jean Guéhenno, Correspondance, Lettres reçues, Labarthe - Larmignat